# HBO Pop
HBO Pop (anteriormente conocido como Max HD y posteriormente Max Up) es un canal de televisión por suscripción premium latinoamericano que forma parte del paquete de canales HBO.

## Historia
Inició sus transmisiones el 10 de enero de 2015 bajo el nombre Max Up en reemplazo del canal Max HD. El 1 de febrero de 2020, Max Up fue renombrado como HBO Pop.

## Programación
HBO Pop emite películas taquilleras del género comedia, romance, drama, aventura y animación, principalmente las producidas por empresas cinematográficas asociadas a la cadena HBO, como Columbia Pictures,  Sony Pictures Entertainment, New Line Cinema, Warner Bros. Entertainment, Universal Pictures  (excepto Brasil), DreamWorks Animation (excepto Brasil), etc.

## Logotipos

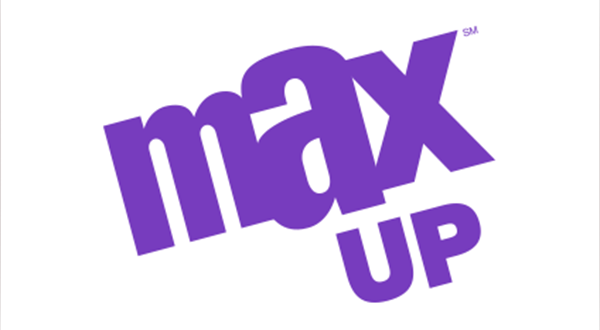
2015-2020
Desde 2020